# Per Bengtsson i Slangemölla
Per Bengtsson (i riksdagen kallad Bengtsson i Slangemölla), född 1 maj 1775 i Holms församling, Hallands län, död där 26 februari 1858, var en svensk bonde och riksdagsman.
Per Bengtsson var brukare av ett frälsehemman om 1/3 i Slangemölla, Holms socken, tillhörigt familjen Staël von Holstein som han övertagit efter sin far. Han var representant för Hallands södra domsaga vid riksdagarna 1817 och 1823. Per Bengtsson försökte driva frågan om rätten för brukare av gårdar i den "Tripska förpantningen", att få friköpa sin jord. Den Tripska förpantningen var 211 mantal jord som av kronan förpantats till dess fordringsägare Daniel Schegel 1652. År 1823 fastslog dock regeringen att de nuvarande ägarna skulle ha rätt att behålla sina gods utan att behöva riskera att få dem återlösta varken av kronan eller av åborna på jorden, ett beslut som godkändes av riksdagen trots Per Bengtssons protester. 1817 försökte han även lägga fram ett förslag om att de halländska säterierna borde delta i fråga om vägunderhåll samt kyrko- och brobyggen på samma sätt som övriga jordägare. Övriga riksdagsmän av bondeståndet ansåg dock att ett sådant förslag stod i strid med adelsprivilegierna och att frågan därför var meningslös att driva. Han försökte även förgäves driva frågan att havstång fritt skulle få hämtas på stranden att användas som gödsel, även av icke strandägare.